# Manuel Barbosa
Manuel José Ferreira da Silva Barbosa, noto semplicemente come Manuel Barbosa (Vila Nova de Gaia, 26 febbraio 1951), è un allenatore di calcio ed ex calciatore portoghese, di ruolo centrocampista.

## Palmarès

### Giocatore

#### Competizioni nazionali
- Coppa del Portogallo: 3

Boavista: 1974-1975, 1975-1976, 1978-1979
- Supercoppa di Portogallo: 1

Boavista: 1979